# Громов, Василий Прохорович
Васи́лий Про́хорович Гро́мов (1891—1932) — советский военный деятель, активный участник Октябрьской революции и Гражданской войны. Дважды Краснознамёнец.

## Биография
В. П. Громов был минером на Балтике (с 1913 года), затем — радиотелефонистом. После Февральской революции избирался в депутаты Кронштадтского и Ревельского советов. В апреле 1917 года вступил в РСДРП(б). Принимал участие в Штурме Зимнего дворца. После революции продолжает служить на Балтийском флоте: в 1918 году руководил радиостанцией на форте Ино, затем был комиссаром форта «Красная Горка», с 1919 года — комиссаром Кронштадтской крепости. Командовал бронепоездом на фронте. В 1921 году Громов участвовал в подавлении Кронштадтского восстания, будучи начальником отряда курсантов полка особого назначения 187-й отдельной стрелковой бригады и командиром батальона особого назначения. В 1922 году был назначен комиссаром подразделений штаба Морских сил Балтийского моря.
После 1923 года был на хозяйственных должностях. Умер в 1932 году, был похоронен на Якорной площади (Кронштадт).

## Награды
- Два ордена Красного Знамени (25.09.1921, 10.03.1922)

## Память
Именем Громова названа бывшая Петровская улица на Малой Охте (Красногвардейский район Санкт-Петербурга). Имя «Василий Громов» носил тральщик проекта 264 (1958—1977), затем пограничный сторожевой корабль (1977—1981).

## Литературные труды
- Первое наступление на Кронштадт. // Крах контрреволюционной авантюры. — Л., 1978.